# جان فردریکسن
جان فردریکسن (به انگلیسی: John Fredriksen) (زاده ۱۰ مه ۱۹۴۴) کارآفرین، بازرگان و مدیر ارشد اجرایی قبرسی نروژی‌تبار مقیم لندن، بریتانیا است، که در حال حاضر مالک و رئیس هیئت مدیره شرکت‌های سیدریل، گولار ال‌ان‌جی و فرانت‌لاین می‌باشد.
فردریکسن هم‌اکنون با در اختیار داشتن ۷۰ کشتی نفت‌کش، مالک بزرگترین شبکه انتقال نفت خام و ال‌ان‌جی در جهان است. وی بخش عمده‌ای از ثروتش را در زمان جنگ ایران و عراق و از طریق خریداری نفت ایران از طریق خلیج فارس، کسب نمود.